# Eleições legislativas portuguesas de 2009 no distrito de Coimbra
| Eleições legislativas portuguesas de 2009 Distritos: Aveiro \| Beja \| Braga \| Bragança \| Castelo Branco \| Coimbra \| Évora \| Faro \| Guarda \| Leiria \| Lisboa \| Portalegre \| Porto \| Santarém \| Setúbal \| Viana do Castelo \| Vila Real \| Viseu \| Açores \| Madeira \| Estrangeiro |

## Resultados por Concelho
Os resultados nos concelhos do Distrito de Coimbra foram os seguintes:

### Arganil
| Partido                 | Partido                        | Votos  | %               | +/-  |
| ----------------------- | ------------------------------ | ------ | --------------- | ---- |
|                         | Partido Social Democrata       | 3 009  | 40,75 / 100,00  | 2,97 |
|                         | Partido Socialista             | 2 836  | 38,41 / 100,00  | 3,58 |
|                         | CDS – Partido Popular          | 485    | 6,57 / 100,00   | 1,39 |
|                         | Bloco de Esquerda              | 398    | 5,39 / 100,00   | 2,79 |
|                         | Coligação Democrática Unitária | 213    | 2,88 / 100,00   | 0,95 |
|                         | Outros                         | 215    | 2,91 / 100,00   |      |
| Votos Inválidos         | Votos Inválidos                | 228    | 3,09 / 100,00   | 0,12 |
| Total                   | Total                          | 7 384  | 100,00 / 100,00 |      |
| Eleitorado/Participação | Eleitorado/Participação        | 11 805 | 62,55 / 100,00  | 2,33 |

| Freguesia               | %     | %     | %    | %    | %    | Votantes |
| Freguesia               | PSD   | PS    | CDS  | BE   | CDU  | Votantes |
| ----------------------- | ----- | ----- | ---- | ---- | ---- | -------- |
| Anceriz                 | 57,14 | 32,77 | 0    | 2,52 | 3,36 | 119      |
| Arganil                 | 36,34 | 36,95 | 8,64 | 8,87 | 2,39 | 2 130    |
| Barril de Alva          | 45,41 | 37,61 | 6,42 | 3,67 | 4,59 | 218      |
| Benfeita                | 56,04 | 32,55 | 4,36 | 0,67 | 1,68 | 298      |
| Celavisa                | 38,89 | 41,98 | 4,94 | 4,32 | 3,09 | 162      |
| Cepos                   | 38,78 | 32,65 | 5,10 | 8,16 | 5,10 | 98       |
| Cerdeira                | 39,55 | 40,91 | 7,27 | 2,73 | 5,45 | 220      |
| Coja                    | 30,10 | 51,39 | 5,80 | 4,91 | 2,79 | 897      |
| Folques                 | 24,14 | 57,33 | 3,45 | 5,17 | 2,59 | 232      |
| Moura da Serra          | 40,82 | 30,61 | 9,18 | 3,06 | 3,06 | 98       |
| Piódão                  | 45,45 | 40,91 | 3,79 | 0    | 3,79 | 132      |
| Pomares                 | 43,16 | 42,55 | 5,47 | 1,82 | 3,95 | 329      |
| Pombeiro da Beira       | 50,45 | 30,02 | 5,79 | 4,16 | 3,25 | 553      |
| São Martinho da Cortiça | 51,96 | 29,66 | 7,98 | 3,55 | 2,03 | 789      |
| Sarzedo                 | 53,53 | 23,11 | 7,54 | 7,54 | 0,73 | 411      |
| Secarias                | 23,85 | 54,23 | 5,00 | 2,31 | 5,00 | 260      |
| Teixeira                | 48,04 | 41,18 | 3,92 | 0,98 | 1,96 | 102      |
| Vila Cova de Alva       | 37,20 | 43,15 | 2,98 | 6,25 | 5,06 | 336      |
| Arganil                 | 40,75 | 38,41 | 6,57 | 5,39 | 2,88 | 7 384    |

### Cantanhede
| Partido                 | Partido                        | Votos  | %               | +/-  |
| ----------------------- | ------------------------------ | ------ | --------------- | ---- |
|                         | Partido Social Democrata       | 8 581  | 42,34 / 100,00  | 1,33 |
|                         | Partido Socialista             | 6 234  | 30,76 / 100,00  | 6,45 |
|                         | CDS – Partido Popular          | 2 128  | 10,50 / 100,00  | 3,05 |
|                         | Bloco de Esquerda              | 1 615  | 7,97 / 100,00   | 3,76 |
|                         | Coligação Democrática Unitária | 521    | 2,57 / 100,00   | 0,24 |
|                         | Outros                         | 451    | 2,22 / 100,00   |      |
| Votos Inválidos         | Votos Inválidos                | 738    | 3,64 / 100,00   | 0,03 |
| Total                   | Total                          | 20 268 | 100,00 / 100,00 |      |
| Eleitorado/Participação | Eleitorado/Participação        | 36 088 | 56,16 / 100,00  | 4,98 |

| Freguesia          | %     | %     | %     | %     | %    | Votantes |
| Freguesia          | PSD   | PS    | CDS   | BE    | CDU  | Votantes |
| ------------------ | ----- | ----- | ----- | ----- | ---- | -------- |
| Ançã               | 26,27 | 39,80 | 7,04  | 11,81 | 9,38 | 1 279    |
| Bolho              | 41,96 | 36,05 | 8,76  | 5,91  | 0,81 | 491      |
| Cadima             | 44,11 | 30,34 | 11,89 | 6,19  | 2,18 | 1 648    |
| Camarneira         | 53,27 | 28,32 | 5,54  | 5,74  | 1,58 | 505      |
| Cantanhede         | 37,45 | 32,63 | 9,80  | 11,34 | 2,48 | 3 757    |
| Cordinhã           | 36,08 | 35,76 | 9,55  | 8,41  | 2,75 | 618      |
| Corticeiro de Cima | 50,72 | 28,25 | 10,72 | 4,12  | 1,65 | 485      |
| Covões             | 64,29 | 15,45 | 10,79 | 3,96  | 0,93 | 1 288    |
| Febres             | 50,15 | 26,91 | 10,77 | 5,00  | 0,98 | 1 940    |
| Murtede            | 35,62 | 40,59 | 5,85  | 8,78  | 3,44 | 786      |
| Ourentã            | 40,40 | 32,80 | 11,20 | 6,40  | 2,80 | 750      |
| Outil              | 31,12 | 41,16 | 8,50  | 7,82  | 4,08 | 588      |
| Pocariça           | 38,86 | 35,33 | 7,53  | 8,76  | 2,15 | 651      |
| Portunhos          | 25,97 | 47,53 | 6,89  | 12,54 | 2,47 | 566      |
| Sanguinheira       | 48,93 | 22,04 | 14,29 | 7,10  | 2,33 | 1 071    |
| São Caetano        | 56,49 | 20,62 | 13,64 | 3,57  | 1,79 | 616      |
| Sepins             | 41,68 | 30,84 | 8,85  | 7,48  | 1,98 | 655      |
| Tocha              | 39,35 | 30,11 | 15,10 | 8,18  | 2,42 | 2 066    |
| Vilamar            | 47,64 | 21,06 | 13,58 | 10,04 | 0,98 | 508      |
| Cantanhede         | 42,34 | 30,76 | 10,50 | 7,97  | 2,57 | 20 268   |

### Coimbra
| Partido                 | Partido                        | Votos   | %               | +/-  |
| ----------------------- | ------------------------------ | ------- | --------------- | ---- |
|                         | Partido Socialista             | 28 692  | 35,82 / 100,00  | 9,86 |
|                         | Partido Social Democrata       | 21 894  | 27,33 / 100,00  | 1,99 |
|                         | Bloco de Esquerda              | 10 893  | 13,60 / 100,00  | 4,83 |
|                         | CDS – Partido Popular          | 6 992   | 8,73 / 100,00   | 2,13 |
|                         | Coligação Democrática Unitária | 6 812   | 8,50 / 100,00   | 0,08 |
|                         | PCTP/MRPP                      | 926     | 1,16 / 100,00   | 0,45 |
|                         | Outros                         | 1 231   | 1,53 / 100,00   |      |
| Votos Inválidos         | Votos Inválidos                | 2 657   | 3,32 / 100,00   | 0,29 |
| Total                   | Total                          | 80 097  | 100,00 / 100,00 |      |
| Eleitorado/Participação | Eleitorado/Participação        | 127 714 | 62,72 / 100,00  | 4,82 |

| Freguesia                 | %     | %     | %     | %     | %     | %    | Votantes |
| Freguesia                 | PS    | PSD   | BE    | CDS   | CDU   | PCTP | Votantes |
| ------------------------- | ----- | ----- | ----- | ----- | ----- | ---- | -------- |
| Almalaguês                | 40,28 | 22,53 | 13,61 | 7,44  | 8,54  | 1,60 | 1 815    |
| Ameal                     | 45,03 | 15,31 | 16,00 | 4,23  | 13,37 | 2,29 | 875      |
| Antanhol                  | 37,74 | 26,21 | 14,45 | 8,84  | 6,15  | 1,08 | 1 301    |
| Antuzede                  | 48,97 | 16,93 | 12,14 | 6,61  | 8,59  | 2,15 | 1 211    |
| Arzila                    | 48,20 | 11,87 | 13,85 | 5,94  | 12,23 | 2,34 | 556      |
| Assafarge                 | 40,43 | 22,97 | 14,98 | 7,12  | 7,45  | 1,01 | 1 489    |
| Botão                     | 52,88 | 19,47 | 9,07  | 6,53  | 5,20  | 0,88 | 904      |
| Brasfemes                 | 42,28 | 19,30 | 13,79 | 7,26  | 9,74  | 1,38 | 1 088    |
| Castelo Viegas            | 37,79 | 23,65 | 13,59 | 5,64  | 13,26 | 1,44 | 905      |
| Ceira                     | 40,47 | 24,32 | 12,06 | 8,22  | 8,32  | 1,07 | 2 056    |
| Cernache                  | 38,90 | 21,43 | 15,17 | 7,91  | 9,52  | 1,74 | 2 301    |
| Coimbra - Almedina        | 29,11 | 32,71 | 10,15 | 8,01  | 13,89 | 1,34 | 749      |
| Coimbra - Santa Cruz      | 34,49 | 28,19 | 13,56 | 8,86  | 9,28  | 1,27 | 3 555    |
| Coimbra - São Bartolomeu  | 34,64 | 27,40 | 15,66 | 9,00  | 8,61  | 1,37 | 511      |
| Coimbra - Sé Nova         | 23,36 | 40,31 | 12,63 | 11,13 | 7,01  | 0,43 | 4 393    |
| Eiras                     | 36,04 | 25,05 | 15,33 | 9,09  | 8,99  | 1,17 | 5 993    |
| Lamarosa                  | 40,35 | 24,85 | 10,53 | 9,16  | 8,97  | 1,27 | 1 026    |
| Ribeira de Frades         | 50,71 | 19,10 | 10,91 | 6,59  | 8,09  | 1,41 | 1 063    |
| Santa Clara               | 33,92 | 28,36 | 14,77 | 9,59  | 7,54  | 1,05 | 5 451    |
| Santo António dos Olivais | 30,16 | 33,55 | 13,52 | 9,62  | 7,45  | 0,75 | 22 256   |
| São João do Campo         | 48,46 | 15,19 | 8,11  | 6,43  | 15,66 | 2,24 | 1 073    |
| São Martinho de Árvore    | 39,93 | 26,40 | 13,03 | 8,29  | 7,45  | 1,35 | 591      |
| São Martinho do Bispo     | 36,35 | 24,85 | 15,64 | 8,53  | 8,39  | 1,18 | 7 687    |
| São Paulo de Frades       | 39,04 | 23,18 | 13,33 | 8,04  | 9,63  | 1,81 | 2 761    |
| São Silvestre             | 44,63 | 16,78 | 14,39 | 8,05  | 9,81  | 1,76 | 1 591    |
| Souselas                  | 38,62 | 25,33 | 10,60 | 7,65  | 11,38 | 1,45 | 1 792    |
| Taveiro                   | 45,27 | 20,25 | 12,60 | 9,54  | 7,38  | 1,71 | 1 111    |
| Torre de Vilela           | 39,85 | 26,31 | 11,23 | 8,15  | 7,85  | 1,08 | 650      |
| Torres do Mondego         | 42,64 | 21,72 | 12,97 | 5,69  | 11,01 | 1,68 | 1 372    |
| Trouxemil                 | 46,43 | 18,49 | 12,33 | 7,93  | 9,25  | 1,84 | 1 525    |
| Vil de Matos              | 44,84 | 24,44 | 8,30  | 10,09 | 7,62  | 1,12 | 446      |
| Coimbra                   | 35,82 | 27,33 | 13,60 | 8,73  | 8,50  | 1,16 | 80 097   |

### Condeixa-a-Nova
| Partido                 | Partido                        | Votos  | %               | +/-   |
| ----------------------- | ------------------------------ | ------ | --------------- | ----- |
|                         | Partido Socialista             | 3 174  | 41,26 / 100,00  | 11,03 |
|                         | Partido Social Democrata       | 1 873  | 24,35 / 100,00  | 0,66  |
|                         | Bloco de Esquerda              | 1 091  | 14,18 / 100,00  | 7,57  |
|                         | CDS – Partido Popular          | 562    | 7,31 / 100,00   | 3,17  |
|                         | Coligação Democrática Unitária | 530    | 6,89 / 100,00   | 0,14  |
|                         | PCTP/MRPP                      | 82     | 1,07 / 100,00   | 0,29  |
|                         | Outros                         | 126    | 1,65 / 100,00   |       |
| Votos Inválidos         | Votos Inválidos                | 254    | 3,30 / 100,00   | 0,09  |
| Total                   | Total                          | 7 692  | 100,00 / 100,00 |       |
| Eleitorado/Participação | Eleitorado/Participação        | 12 732 | 60,41 / 100,00  | 6,96  |

| Freguesia        | %     | %     | %     | %    | %    | %    | Votantes |
| Freguesia        | PS    | PSD   | BE    | CDS  | CDU  | PCTP | Votantes |
| ---------------- | ----- | ----- | ----- | ---- | ---- | ---- | -------- |
| Anobra           | 44,60 | 12,06 | 20,48 | 6,19 | 9,37 | 1,59 | 630      |
| Belide           | 51,92 | 19,71 | 9,62  | 3,85 | 9,62 | 3,37 | 208      |
| Bem da Fé        | 57,14 | 18,54 | 17,14 | 2,86 | 1,43 | 2,86 | 70       |
| Condeixa-a-Nova  | 37,34 | 24,89 | 14,64 | 8,85 | 9,46 | 0,73 | 1 639    |
| Condeixa-a-Velha | 37,68 | 24,27 | 15,52 | 9,00 | 6,02 | 0,99 | 1 611    |
| Ega              | 42,24 | 29,67 | 11,26 | 6,42 | 3,73 | 1,05 | 1 527    |
| Furadouro        | 44,23 | 35,58 | 2,88  | 8,65 | 4,81 | 0,96 | 104      |
| Sebal            | 45,72 | 20,67 | 13,21 | 6,10 | 8,93 | 1,18 | 1 098    |
| Vila Seca        | 41,17 | 26,41 | 16,39 | 5,10 | 5,83 | 0,55 | 549      |
| Zambujal         | 41,80 | 32,03 | 11,72 | 8,20 | 2,34 | 0,78 | 256      |
| Condeixa-a-Nova  | 41,26 | 24,35 | 14,18 | 7,31 | 6,89 | 1,07 | 7 692    |

### Figueira da Foz
| Partido                 | Partido                        | Votos  | %               | +/-  |
| ----------------------- | ------------------------------ | ------ | --------------- | ---- |
|                         | Partido Socialista             | 12 298 | 36,85 / 100,00  | 5,53 |
|                         | Partido Social Democrata       | 9 199  | 27,56 / 100,00  | 6,50 |
|                         | Bloco de Esquerda              | 4 210  | 12,61 / 100,00  | 4,86 |
|                         | CDS – Partido Popular          | 3 192  | 9,56 / 100,00   | 5,30 |
|                         | Coligação Democrática Unitária | 2 034  | 6,09 / 100,00   | 0,18 |
|                         | PCTP/MRPP                      | 467    | 1,40 / 100,00   | 0,59 |
|                         | Outros                         | 635    | 1,89 / 100,00   |      |
| Votos Inválidos         | Votos Inválidos                | 1 341  | 4,02 / 100,00   | 0,41 |
| Total                   | Total                          | 33 376 | 100,00 / 100,00 |      |
| Eleitorado/Participação | Eleitorado/Participação        | 58 543 | 57,01 / 100,00  | 4,86 |

| Freguesia                     | %     | %     | %     | %     | %     | %    | Votantes |
| Freguesia                     | PS    | PSD   | BE    | CDS   | CDU   | PCTP | Votantes |
| ----------------------------- | ----- | ----- | ----- | ----- | ----- | ---- | -------- |
| Alhadas                       | 42,19 | 18,57 | 14,48 | 8,89  | 6,24  | 2,75 | 2 003    |
| Alqueidão                     | 37,38 | 26,50 | 11,09 | 11,83 | 5,91  | 1,06 | 947      |
| Bom Sucesso                   | 34,40 | 31,46 | 8,82  | 13,64 | 3,12  | 1,34 | 1 122    |
| Borda do Campo                | 35,37 | 35,04 | 10,41 | 7,44  | 3,14  | 1,49 | 605      |
| Brenha                        | 39,37 | 25,14 | 14,05 | 6,47  | 7,39  | 1,48 | 541      |
| Buarcos                       | 38,30 | 26,57 | 13,66 | 9,56  | 5,26  | 1,28 | 4 298    |
| Ferreira-a-Nova               | 40,75 | 37,63 | 4,84  | 9,25  | 1,08  | 0,65 | 930      |
| Lavos                         | 35,86 | 28,72 | 10,40 | 10,98 | 5,73  | 1,99 | 2 058    |
| Maiorca                       | 44,10 | 18,44 | 11,54 | 8,12  | 9,03  | 2,71 | 1 551    |
| Marinha das Ondas             | 42,33 | 28,24 | 10,66 | 8,36  | 2,76  | 1,45 | 1 519    |
| Moinhos da Gândara            | 36,74 | 37,29 | 6,49  | 8,15  | 2,99  | 0,69 | 724      |
| Paião                         | 33,26 | 33,65 | 12,88 | 10,15 | 2,34  | 0,55 | 1 281    |
| Quiaios                       | 43,49 | 23,84 | 11,16 | 8,10  | 4,98  | 1,20 | 1 506    |
| Santana                       | 42,25 | 35,30 | 6,50  | 8,27  | 2,51  | 0,44 | 677      |
| São Julião da Figueira da Foz | 30,74 | 33,21 | 13,24 | 9,76  | 6,96  | 1,14 | 6 074    |
| São Pedro                     | 45,40 | 23,19 | 11,29 | 6,36  | 6,88  | 1,57 | 1 337    |
| Tavarede                      | 31,45 | 26,40 | 16,91 | 10,77 | 6,89  | 1,12 | 4 560    |
| Vila Verde                    | 39,87 | 15,03 | 14,61 | 9,13  | 15,70 | 1,83 | 1 643    |
| Figueira da Foz               | 36,85 | 27,56 | 12,61 | 9,56  | 6,09  | 1,40 | 33 376   |

### Góis
| Partido                 | Partido                        | Votos | %               | +/-  |
| ----------------------- | ------------------------------ | ----- | --------------- | ---- |
|                         | Partido Socialista             | 1 140 | 43,81 / 100,00  | 7,82 |
|                         | Partido Social Democrata       | 924   | 35,51 / 100,00  | 0,92 |
|                         | Bloco de Esquerda              | 191   | 7,34 / 100,00   | 4,37 |
|                         | CDS – Partido Popular          | 132   | 5,07 / 100,00   | 1,02 |
|                         | Coligação Democrática Unitária | 59    | 2,27 / 100,00   | 0,62 |
|                         | Outros                         | 57    | 2,20 / 100,00   |      |
| Votos Inválidos         | Votos Inválidos                | 99    | 3,80 / 100,00   | 0,51 |
| Total                   | Total                          | 2 602 | 100,00 / 100,00 |      |
| Eleitorado/Participação | Eleitorado/Participação        | 4 184 | 62,19 / 100,00  | 1,90 |

| Freguesia          | %     | %     | %     | %    | %    | Votantes |
| Freguesia          | PS    | PSD   | BE    | CDS  | CDU  | Votantes |
| ------------------ | ----- | ----- | ----- | ---- | ---- | -------- |
| Alvares            | 37,42 | 47,82 | 2,49  | 4,57 | 2,49 | 481      |
| Cadafaz            | 37,65 | 47,65 | 6,47  | 2,94 | 1,18 | 170      |
| Colmeal            | 60,48 | 25,00 | 6,45  | 2,42 | 0    | 124      |
| Góis               | 43,51 | 30,69 | 10,61 | 6,04 | 2,78 | 1 225    |
| Vila Nova do Ceira | 47,84 | 34,22 | 4,98  | 4,65 | 1,83 | 602      |
| Góis               | 43,81 | 35,51 | 7,34  | 5,07 | 2,27 | 2 602    |

### Lousã
| Partido                 | Partido                        | Votos  | %               | +/-  |
| ----------------------- | ------------------------------ | ------ | --------------- | ---- |
|                         | Partido Socialista             | 3 964  | 43,51 / 100,00  | 9,35 |
|                         | Partido Social Democrata       | 2 344  | 25,73 / 100,00  | 0,16 |
|                         | Bloco de Esquerda              | 1 066  | 11,70 / 100,00  | 5,07 |
|                         | CDS – Partido Popular          | 723    | 7,94 / 100,00   | 2,65 |
|                         | Coligação Democrática Unitária | 366    | 4,02 / 100,00   | 0,32 |
|                         | PCTP/MRPP                      | 91     | 1,00 / 100,00   | 0,52 |
|                         | Outros                         | 144    | 1,57 / 100,00   |      |
| Votos Inválidos         | Votos Inválidos                | 413    | 4,53 / 100,00   | 0,50 |
| Total                   | Total                          | 9 111  | 100,00 / 100,00 |      |
| Eleitorado/Participação | Eleitorado/Participação        | 14 619 | 62,32 / 100,00  | 5,01 |

| Freguesia      | %     | %     | %     | %     | %    | %    | Votantes |
| Freguesia      | PS    | PSD   | BE    | CDS   | CDU  | PCTP | Votantes |
| -------------- | ----- | ----- | ----- | ----- | ---- | ---- | -------- |
| Casal de Ermio | 45,85 | 23,14 | 12,66 | 8,30  | 3,49 | 1,31 | 229      |
| Foz de Arouce  | 38,52 | 31,64 | 9,02  | 8,36  | 3,11 | 1,64 | 610      |
| Gândaras       | 54,47 | 22,91 | 6,56  | 5,73  | 2,65 | 1,68 | 716      |
| Lousã          | 43,60 | 23,65 | 13,49 | 7,49  | 4,95 | 0,84 | 5 328    |
| Serpins        | 44,32 | 30,18 | 8,67  | 8,37  | 1,89 | 1,00 | 1 004    |
| Vilarinho      | 38,07 | 30,31 | 10,54 | 10,54 | 3,02 | 0,90 | 1 224    |
| Lousã          | 43,51 | 25,73 | 11,70 | 7,94  | 4,02 | 1,00 | 9 111    |

### Mira
| Partido                 | Partido                        | Votos  | %               | +/-  |
| ----------------------- | ------------------------------ | ------ | --------------- | ---- |
|                         | Partido Socialista             | 2 884  | 38,93 / 100,00  | 5,29 |
|                         | Partido Social Democrata       | 2 698  | 36,42 / 100,00  | 4,02 |
|                         | CDS – Partido Popular          | 700    | 9,45 / 100,00   | 3,92 |
|                         | Bloco de Esquerda              | 587    | 7,92 / 100,00   | 3,73 |
|                         | Coligação Democrática Unitária | 130    | 1,75 / 100,00   | 0,28 |
|                         | Outros                         | 150    | 2,02 / 100,00   |      |
| Votos Inválidos         | Votos Inválidos                | 259    | 3,49 / 100,00   | 0,61 |
| Total                   | Total                          | 7 408  | 100,00 / 100,00 |      |
| Eleitorado/Participação | Eleitorado/Participação        | 13 017 | 56,91 / 100,00  | 5,29 |

| Freguesia     | %     | %     | %     | %    | %    | Votantes |
| Freguesia     | PS    | PSD   | CDS   | BE   | CDU  | Votantes |
| ------------- | ----- | ----- | ----- | ---- | ---- | -------- |
| Carapelhos    | 22,39 | 57,14 | 8,74  | 6,61 | 0,43 | 469      |
| Mira          | 38,91 | 35,77 | 9,77  | 7,94 | 1,81 | 4 420    |
| Praia de Mira | 53,04 | 22,05 | 7,72  | 9,94 | 2,11 | 1 710    |
| Seixo         | 18,79 | 58,34 | 11,74 | 4,33 | 1,48 | 809      |
| Mira          | 38,93 | 36,42 | 9,45  | 7,92 | 1,75 | 7 408    |

### Miranda do Corvo
| Partido                 | Partido                        | Votos  | %               | +/-  |
| ----------------------- | ------------------------------ | ------ | --------------- | ---- |
|                         | Partido Socialista             | 2 992  | 43,90 / 100,00  | 9,64 |
|                         | Partido Social Democrata       | 1 901  | 27,89 / 100,00  | 0,65 |
|                         | Bloco de Esquerda              | 706    | 10,36 / 100,00  | 5,43 |
|                         | CDS – Partido Popular          | 510    | 7,48 / 100,00   | 3,48 |
|                         | Coligação Democrática Unitária | 286    | 4,20 / 100,00   | 0,24 |
|                         | Outros                         | 160    | 2,35 / 100,00   |      |
| Votos Inválidos         | Votos Inválidos                | 260    | 3,82 / 100,00   | 0,56 |
| Total                   | Total                          | 6 815  | 100,00 / 100,00 |      |
| Eleitorado/Participação | Eleitorado/Participação        | 11 196 | 60,87 / 100,00  | 6,38 |

| Freguesia        | %     | %     | %     | %     | %    | Votantes |
| Freguesia        | PS    | PSD   | BE    | CDS   | CDU  | Votantes |
| ---------------- | ----- | ----- | ----- | ----- | ---- | -------- |
| Lamas            | 55,95 | 23,61 | 6,88  | 5,39  | 3,72 | 538      |
| Miranda do Corvo | 43,49 | 26,93 | 12,45 | 6,47  | 4,94 | 3 647    |
| Rio Vide         | 43,02 | 31,74 | 6,12  | 8,99  | 2,49 | 523      |
| Semide           | 38,72 | 30,71 | 9,36  | 10,71 | 3,97 | 1 410    |
| Vila Nova        | 47,92 | 27,69 | 7,32  | 6,74  | 2,44 | 697      |
| Miranda do Corvo | 43,90 | 27,89 | 10,36 | 7,48  | 4,20 | 6 815    |

### Montemor-o-Velho
| Partido                 | Partido                        | Votos  | %               | +/-  |
| ----------------------- | ------------------------------ | ------ | --------------- | ---- |
|                         | Partido Socialista             | 5 477  | 41,25 / 100,00  | 9,14 |
|                         | Partido Social Democrata       | 3 405  | 25,65 / 100,00  | 2,55 |
|                         | Bloco de Esquerda              | 1 360  | 10,24 / 100,00  | 4,97 |
|                         | CDS – Partido Popular          | 1 341  | 10,10 / 100,00  | 5,48 |
|                         | Coligação Democrática Unitária | 822    | 6,19 / 100,00   | 0,27 |
|                         | PCTP/MRPP                      | 180    | 1,36 / 100,00   | 0,41 |
|                         | Outros                         | 220    | 1,67 / 100,00   |      |
| Votos Inválidos         | Votos Inválidos                | 471    | 3,55 / 100,00   | 0,25 |
| Total                   | Total                          | 13 276 | 100,00 / 100,00 |      |
| Eleitorado/Participação | Eleitorado/Participação        | 22 764 | 58,32 / 100,00  | 3,16 |

| Freguesia          | %     | %     | %     | %     | %     | %    | Votantes |
| Freguesia          | PS    | PSD   | BE    | CDS   | CDU   | PCTP | Votantes |
| ------------------ | ----- | ----- | ----- | ----- | ----- | ---- | -------- |
| Abrunheira         | 40,41 | 19,86 | 7,76  | 11,64 | 13,01 | 1,60 | 438      |
| Arazede            | 34,48 | 33,32 | 7,79  | 12,71 | 4,32  | 1,19 | 2 848    |
| Carapinheira       | 36,94 | 26,20 | 11,67 | 13,46 | 6,44  | 1,07 | 1 397    |
| Ereira             | 63,47 | 14,84 | 8,68  | 4,34  | 4,57  | 1,37 | 438      |
| Gatões             | 37,96 | 32,10 | 10,19 | 8,95  | 4,01  | 1,23 | 324      |
| Liceia             | 47,98 | 23,09 | 7,51  | 11,13 | 5,01  | 1,25 | 719      |
| Meãs do Campo      | 42,14 | 26,87 | 7,58  | 10,81 | 5,35  | 1,23 | 897      |
| Montemor-o-Velho   | 38,33 | 23,07 | 15,06 | 9,36  | 7,26  | 1,29 | 1 474    |
| Pereira            | 42,85 | 19,40 | 15,63 | 7,45  | 8,26  | 1,40 | 1 356    |
| Santo Varão        | 45,42 | 19,85 | 13,26 | 5,34  | 10,50 | 1,81 | 1 048    |
| Seixo de Gatões    | 38,38 | 26,41 | 9,22  | 11,69 | 5,23  | 1,51 | 727      |
| Tentúgal           | 47,51 | 27,73 | 5,86  | 9,05  | 2,78  | 1,39 | 1 006    |
| Verride            | 48,41 | 21,76 | 8,80  | 8,80  | 8,07  | 2,20 | 409      |
| Vila Nova da Barca | 51,79 | 28,72 | 6,67  | 4,10  | 3,59  | 1,54 | 195      |
| Montemor-o-Velho   | 41,25 | 25,65 | 10,24 | 10,10 | 6,19  | 1,36 | 13 276   |

### Oliveira do Hospital
| Partido                 | Partido                        | Votos  | %               | +/-  |
| ----------------------- | ------------------------------ | ------ | --------------- | ---- |
|                         | Partido Socialista             | 4 925  | 38,99 / 100,00  | 5,38 |
|                         | Partido Social Democrata       | 4 675  | 37,02 / 100,00  | 2,67 |
|                         | CDS – Partido Popular          | 1 226  | 9,71 / 100,00   | 3,43 |
|                         | Bloco de Esquerda              | 827    | 6,55 / 100,00   | 3,92 |
|                         | Coligação Democrática Unitária | 307    | 2,43 / 100,00   | 0,35 |
|                         | Outros                         | 284    | 2,25 / 100,00   |      |
| Votos Inválidos         | Votos Inválidos                | 386    | 3,06 / 100,00   | 0,36 |
| Total                   | Total                          | 12 630 | 100,00 / 100,00 |      |
| Eleitorado/Participação | Eleitorado/Participação        | 19 468 | 64,88 / 100,00  | 0,87 |

| Freguesia              | %     | %     | %     | %     | %     | Votantes |
| Freguesia              | PS    | PSD   | CDS   | BE    | CDU   | Votantes |
| ---------------------- | ----- | ----- | ----- | ----- | ----- | -------- |
| Aldeia das Dez         | 37,47 | 38,29 | 13,22 | 4,41  | 1,38  | 363      |
| Alvoco das Várzeas     | 59,09 | 26,45 | 4,13  | 7,44  | 0     | 242      |
| Avô                    | 40,46 | 42,77 | 7,23  | 4,34  | 0     | 346      |
| Bobadela               | 38,26 | 38,03 | 8,92  | 5,16  | 3,29  | 426      |
| Ervedal                | 47,34 | 27,91 | 6,81  | 6,15  | 3,82  | 602      |
| Lagares da Beira       | 54,01 | 32,52 | 5,23  | 2,67  | 1,05  | 861      |
| Lagos da Beira         | 42,78 | 40,14 | 7,57  | 3,52  | 1,58  | 568      |
| Lajeosa                | 56,32 | 27,89 | 2,89  | 6,84  | 1,32  | 380      |
| Lourosa                | 29,45 | 48,40 | 8,16  | 6,41  | 2,04  | 343      |
| Meruge                 | 44,99 | 28,65 | 4,01  | 5,44  | 10,60 | 349      |
| Nogueira do Cravo      | 36,09 | 37,76 | 12,27 | 7,33  | 2,03  | 1 377    |
| Oliveira do Hospital   | 36,31 | 36,54 | 12,18 | 7,93  | 2,26  | 2 611    |
| Penalva de Alva        | 43,58 | 34,86 | 7,95  | 7,19  | 1,53  | 654      |
| Santa Ovaia            | 33,91 | 43,24 | 10,81 | 7,62  | 1,47  | 407      |
| São Gião               | 28,61 | 50,83 | 10,28 | 3,33  | 0,83  | 360      |
| São Paio de Gramaços   | 39,76 | 37,03 | 8,87  | 7,17  | 1,88  | 586      |
| São Sebastião da Feira | 32,14 | 55,71 | 5,00  | 3,37  | 0,71  | 140      |
| Seixo da Beira         | 29,75 | 40,61 | 16,06 | 5,31  | 1,89  | 847      |
| Travanca de Lagos      | 36,11 | 36,11 | 8,33  | 11,88 | 0,62  | 648      |
| Vila Franca da Beira   | 26,38 | 31,27 | 11,73 | 7,17  | 15,64 | 307      |
| Vila Pouca da Beira    | 29,11 | 39,44 | 8,45  | 9,39  | 5,63  | 213      |
| Oliveira do Hospital   | 38,99 | 37,02 | 9,71  | 6,55  | 2,43  | 12 630   |

### Pampilhosa da Serra
| Partido                 | Partido                        | Votos | %               | +/-  |
| ----------------------- | ------------------------------ | ----- | --------------- | ---- |
|                         | Partido Social Democrata       | 1 153 | 40,60 / 100,00  | 3,47 |
|                         | Partido Socialista             | 1 152 | 40,56 / 100,00  | 4,64 |
|                         | CDS – Partido Popular          | 202   | 7,11 / 100,00   | 3,66 |
|                         | Bloco de Esquerda              | 127   | 4,47 / 100,00   | 2,34 |
|                         | Coligação Democrática Unitária | 52    | 1,83 / 100,00   | 0,67 |
|                         | Outros                         | 87    | 3,08 / 100,00   |      |
| Votos Inválidos         | Votos Inválidos                | 67    | 2,36 / 100,00   | 0,16 |
| Total                   | Total                          | 2 840 | 100,00 / 100,00 |      |
| Eleitorado/Participação | Eleitorado/Participação        | 4 750 | 59,79 / 100,00  | 0,19 |

| Freguesia           | %     | %     | %     | %    | %    | Votantes |
| Freguesia           | PSD   | PS    | CDS   | BE   | CDU  | Votantes |
| ------------------- | ----- | ----- | ----- | ---- | ---- | -------- |
| Cabril              | 36,31 | 51,96 | 5,59  | 1,68 | 0,56 | 179      |
| Dornelas do Zêzere  | 34,97 | 39,90 | 12,18 | 3,63 | 2,59 | 386      |
| Fajão               | 48,63 | 32,19 | 4,79  | 3,42 | 0,68 | 146      |
| Janeiro de Baixo    | 37,68 | 43,00 | 8,21  | 3,14 | 1,45 | 414      |
| Machio              | 44,44 | 43,43 | 6,06  | 0    | 0    | 99       |
| Pampilhosa da Serra | 37,88 | 41,41 | 6,57  | 7,07 | 1,89 | 792      |
| Pessegueiro         | 50,39 | 40,31 | 3,10  | 0    | 1,55 | 129      |
| Portela do Fojo     | 44,78 | 36,09 | 6,96  | 6,52 | 0,87 | 230      |
| Unhais-o-Velho      | 47,17 | 35,85 | 4,85  | 5,39 | 3,50 | 371      |
| Vidual              | 41,49 | 43,62 | 8,51  | 1,06 | 2,13 | 94       |
| Pampilhosa da Serra | 40,60 | 40,56 | 7,11  | 4,47 | 1,83 | 2 840    |

### Penacova
| Partido                 | Partido                        | Votos  | %               | +/-  |
| ----------------------- | ------------------------------ | ------ | --------------- | ---- |
|                         | Partido Socialista             | 3 761  | 42,69 / 100,00  | 1,75 |
|                         | Partido Social Democrata       | 3 088  | 35,06 / 100,00  | 3,19 |
|                         | CDS – Partido Popular          | 606    | 6,88 / 100,00   | 1,65 |
|                         | Bloco de Esquerda              | 447    | 5,07 / 100,00   | 2,06 |
|                         | Coligação Democrática Unitária | 415    | 4,71 / 100,00   | 0,33 |
|                         | Outros                         | 208    | 2,37 / 100,00   |      |
| Votos Inválidos         | Votos Inválidos                | 284    | 3,23 / 100,00   | 0,21 |
| Total                   | Total                          | 8 809  | 100,00 / 100,00 |      |
| Eleitorado/Participação | Eleitorado/Participação        | 15 330 | 57,46 / 100,00  | 5,06 |

| Freguesia           | %     | %     | %     | %    | %     | Votantes |
| Freguesia           | PS    | PSD   | CDS   | BE   | CDU   | Votantes |
| ------------------- | ----- | ----- | ----- | ---- | ----- | -------- |
| Carvalho            | 32,81 | 45,09 | 8,04  | 2,68 | 3,79  | 448      |
| Figueira de Lorvão  | 49,26 | 33,76 | 5,66  | 3,92 | 2,51  | 1 555    |
| Friúmes             | 41,75 | 39,15 | 9,67  | 2,59 | 1,42  | 424      |
| Lorvão              | 43,12 | 31,04 | 5,29  | 6,50 | 8,18  | 2 078    |
| Oliveira do Mondego | 39,89 | 30,48 | 8,55  | 3,70 | 10,83 | 351      |
| Paradela            | 35,54 | 37,35 | 12,65 | 6,02 | 4,22  | 166      |
| Penacova            | 44,92 | 31,44 | 6,77  | 6,04 | 4,42  | 1 921    |
| São Paio do Mondego | 27,01 | 51,72 | 13,79 | 2,87 | 2,30  | 174      |
| São Pedro de Alva   | 35,76 | 44,17 | 8,41  | 4,66 | 2,33  | 987      |
| Sazes do Lorvão     | 45,06 | 34,33 | 5,79  | 6,22 | 3,65  | 466      |
| Travanca do Mondego | 43,10 | 38,08 | 6,69  | 3,77 | 3,77  | 239      |
| Penacova            | 42,69 | 35,06 | 6,88  | 5,07 | 4,71  | 8 809    |

### Penela
| Partido                 | Partido                        | Votos | %               | +/-  |
| ----------------------- | ------------------------------ | ----- | --------------- | ---- |
|                         | Partido Social Democrata       | 1 436 | 42,62 / 100,00  | 2,26 |
|                         | Partido Socialista             | 1 195 | 35,47 / 100,00  | 5,50 |
|                         | CDS – Partido Popular          | 276   | 8,19 / 100,00   | 3,36 |
|                         | Bloco de Esquerda              | 185   | 5,49 / 100,00   | 2,82 |
|                         | Coligação Democrática Unitária | 59    | 1,75 / 100,00   | 0,43 |
|                         | Outros                         | 83    | 2,47 / 100,00   |      |
| Votos Inválidos         | Votos Inválidos                | 135   | 4,00 / 100,00   | 0,21 |
| Total                   | Total                          | 3 369 | 100,00 / 100,00 |      |
| Eleitorado/Participação | Eleitorado/Participação        | 5 599 | 60,17 / 100,00  | 4,04 |

| Freguesia              | %     | %     | %    | %    | %    | Votantes |
| Freguesia              | PSD   | PS    | CDS  | BE   | CDU  | Votantes |
| ---------------------- | ----- | ----- | ---- | ---- | ---- | -------- |
| Cumeeira               | 45,75 | 32,72 | 9,49 | 2,97 | 0,42 | 706      |
| Espinhal               | 36,29 | 46,94 | 5,33 | 4,93 | 1,58 | 507      |
| Penela (Santa Eufémia) | 45,07 | 31,49 | 8,53 | 7,33 | 2,52 | 832      |
| Penela (São Miguel)    | 47,04 | 30,74 | 9,26 | 5,56 | 1,60 | 810      |
| Podentes               | 38,44 | 32,65 | 8,50 | 7,14 | 3,06 | 294      |
| Rabaçal                | 27,27 | 54,09 | 5,00 | 5,45 | 2,27 | 220      |
| Penela                 | 42,62 | 35,47 | 8,19 | 5,49 | 1,75 | 3 369    |

### Soure
| Partido                 | Partido                        | Votos  | %               | +/-  |
| ----------------------- | ------------------------------ | ------ | --------------- | ---- |
|                         | Partido Socialista             | 4 992  | 45,45 / 100,00  | 6,61 |
|                         | Partido Social Democrata       | 2 503  | 22,79 / 100,00  | 4,19 |
|                         | Bloco de Esquerda              | 1 164  | 10,60 / 100,00  | 4,73 |
|                         | CDS – Partido Popular          | 828    | 7,54 / 100,00   | 3,50 |
|                         | Coligação Democrática Unitária | 704    | 6,41 / 100,00   | 1,02 |
|                         | PCTP/MRPP                      | 124    | 1,13 / 100,00   | 0,47 |
|                         | Outros                         | 206    | 1,89 / 100,00   |      |
| Votos Inválidos         | Votos Inválidos                | 463    | 4,22 / 100,00   | 0,64 |
| Total                   | Total                          | 10 984 | 100,00 / 100,00 |      |
| Eleitorado/Participação | Eleitorado/Participação        | 18 998 | 57,82 / 100,00  | 6,83 |

| Freguesia          | %     | %     | %     | %     | %     | %    | Votantes |
| Freguesia          | PS    | PSD   | BE    | CDS   | CDU   | PCTP | Votantes |
| ------------------ | ----- | ----- | ----- | ----- | ----- | ---- | -------- |
| Alfarelos          | 45,33 | 14,60 | 13,06 | 7,30  | 12,16 | 1,79 | 781      |
| Brunhós            | 49,33 | 34,00 | 4,00  | 5,33  | 5,33  | 0    | 150      |
| Degracias          | 38,10 | 42,22 | 5,08  | 9,21  | 0,95  | 0    | 315      |
| Figueiró do Campo  | 48,29 | 12,15 | 15,25 | 7,57  | 10,45 | 1,28 | 938      |
| Gesteira           | 43,07 | 20,37 | 11,02 | 7,35  | 7,68  | 1,50 | 599      |
| Granja do Ulmeiro  | 48,32 | 14,86 | 14,67 | 7,86  | 7,38  | 1,73 | 1 043    |
| Pombalinho         | 34,42 | 43,40 | 3,44  | 8,60  | 1,15  | 0,57 | 523      |
| Samuel             | 51,69 | 18,50 | 11,45 | 5,14  | 5,58  | 0,88 | 681      |
| Soure              | 45,78 | 24,22 | 9,81  | 7,03  | 5,54  | 1,25 | 4 240    |
| Tapéus             | 29,11 | 40,08 | 8,02  | 13,50 | 2,53  | 0,84 | 237      |
| Vila Nova de Anços | 47,98 | 18,24 | 11,06 | 7,77  | 9,42  | 0,75 | 669      |
| Vinha da Rainha    | 45,30 | 26,86 | 9,03  | 9,28  | 3,59  | 0,25 | 808      |
| Soure              | 45,45 | 22,79 | 10,60 | 7,54  | 6,41  | 1,13 | 10 984   |

### Tábua
| Partido                 | Partido                        | Votos  | %               | +/-  |
| ----------------------- | ------------------------------ | ------ | --------------- | ---- |
|                         | Partido Socialista             | 2 916  | 43,15 / 100,00  | 2,84 |
|                         | Partido Social Democrata       | 2 361  | 34,94 / 100,00  | 3,77 |
|                         | CDS – Partido Popular          | 508    | 7,52 / 100,00   | 1,93 |
|                         | Bloco de Esquerda              | 374    | 5,53 / 100,00   | 2,92 |
|                         | Coligação Democrática Unitária | 208    | 3,08 / 100,00   | 1,12 |
|                         | Outros                         | 181    | 2,67 / 100,00   |      |
| Votos Inválidos         | Votos Inválidos                | 210    | 3,11 / 100,00   | 0,26 |
| Total                   | Total                          | 6 758  | 100,00 / 100,00 |      |
| Eleitorado/Participação | Eleitorado/Participação        | 10 818 | 62,47 / 100,00  | 1,73 |

| Freguesia                | %     | %     | %     | %    | %    | Votantes |
| Freguesia                | PS    | PSD   | CDS   | BE   | CDU  | Votantes |
| ------------------------ | ----- | ----- | ----- | ---- | ---- | -------- |
| Ázere                    | 45,22 | 31,93 | 7,69  | 2,56 | 6,53 | 429      |
| Candosa                  | 49,79 | 33,19 | 6,81  | 4,68 | 3,19 | 470      |
| Carapinha                | 31,60 | 42,42 | 13,85 | 3,46 | 0,87 | 231      |
| Covas                    | 34,60 | 36,66 | 7,57  | 6,02 | 6,71 | 581      |
| Covelo                   | 48,05 | 38,31 | 7,79  | 0    | 1,95 | 154      |
| Espariz                  | 48,54 | 36,65 | 6,07  | 4,13 | 0,97 | 412      |
| Meda de Mouros           | 32,00 | 49,33 | 3,33  | 4,00 | 1,33 | 150      |
| Midões                   | 46,05 | 34,54 | 5,27  | 5,37 | 2,15 | 1 025    |
| Mouronho                 | 25,10 | 48,54 | 9,41  | 4,60 | 1,88 | 478      |
| Pinheiro de Coja         | 54,25 | 25,94 | 9,91  | 4,72 | 1,89 | 212      |
| Póvoa de Midões          | 51,42 | 31,53 | 6,53  | 4,26 | 1,14 | 352      |
| São João da Boa Vista    | 56,03 | 24,76 | 4,23  | 7,17 | 2,93 | 307      |
| Sinde                    | 60,14 | 24,83 | 5,59  | 2,10 | 3,15 | 286      |
| Tábua                    | 38,03 | 34,64 | 9,49  | 9,15 | 3,66 | 1 475    |
| Vila Nova de Oliveirinha | 50,51 | 32,14 | 6,63  | 5,10 | 2,04 | 196      |
| Tábua                    | 43,15 | 34,94 | 7,52  | 5,53 | 3,08 | 6 758    |

### Vila Nova de Poiares
| Partido                 | Partido                        | Votos | %               | +/-  |
| ----------------------- | ------------------------------ | ----- | --------------- | ---- |
|                         | Partido Social Democrata       | 1 374 | 39,20 / 100,00  | 1,61 |
|                         | Partido Socialista             | 1 173 | 33,47 / 100,00  | 6,69 |
|                         | CDS – Partido Popular          | 300   | 8,56 / 100,00   | 4,15 |
|                         | Bloco de Esquerda              | 267   | 7,62 / 100,00   | 3,86 |
|                         | Coligação Democrática Unitária | 122   | 3,48 / 100,00   | 0,15 |
|                         | PCTP/MRPP                      | 41    | 1,17 / 100,00   | 0,57 |
|                         | Outros                         | 48    | 1,38 / 100,00   |      |
| Votos Inválidos         | Votos Inválidos                | 180   | 5,13 / 100,00   | 0,28 |
| Total                   | Total                          | 3 505 | 100,00 / 100,00 |      |
| Eleitorado/Participação | Eleitorado/Participação        | 6 256 | 56,03 / 100,00  | 7,54 |

| Freguesia             | %     | %     | %     | %    | %    | %    | Votantes |
| Freguesia             | PSD   | PS    | CDS   | BE   | CDU  | PCTP | Votantes |
| --------------------- | ----- | ----- | ----- | ---- | ---- | ---- | -------- |
| Arrifana              | 49,31 | 24,28 | 8,43  | 7,30 | 3,02 | 0,88 | 795      |
| Lavegadas             | 42,61 | 32,39 | 11,36 | 3,98 | 4,55 | 1,70 | 176      |
| Poiares (Santo André) | 35,90 | 35,24 | 8,47  | 8,74 | 3,41 | 1,37 | 1 819    |
| São Miguel de Poiares | 35,52 | 39,44 | 8,25  | 6,01 | 3,92 | 0,84 | 715      |
| Vila Nova de Poiares  | 39,20 | 33,47 | 8,56  | 7,62 | 3,48 | 1,17 | 3 505    |